# 8,8 cm Panzerjäger 43/2 (L/71) Tiger (P)
8,8 cm Panzerjäger 43/2 (L/71) Tiger (P) (P för Porsche), vanligen kallad Ferdinand (tidig benämning) eller Elefant (senare benämning), var en tung pansarvärnskanonvagn utvecklad i Nazityskland under andra världskriget. Vagnen byggde på Ferdinand Porsches Tiger I-chassi "VK 45.01 (P)" och fick därav namnet "Ferdinand", men av okända anledningar döptes vagnen om till "Elefant" någon gång innan december 1943. Då vagnarna av orelaterade anledningar modifierades med bland annat skrovkulspruta under denna period har det senare utförandet av vagnen generellt kallats Elefant, medan det tidigare utförandet har kallas Ferdinand.

## Egenskaper
Panzerjäger Tiger (P) Ferdinand bygger på Porsches Tiger I-chassi, kallad Tiger (P) eller VK 45.01 (P), ett pansrat bandchassi med torsionsstavupphängning i 6 boggis, 3 per sida, vilken har modifierats med en överbyggnad (kasematt) på aktern istället för kanontorn på fronten.
Drivlinan i VK 45.01 (P) och Ferdinand byggde på ett mycket bristfälligt bensinelektriskt system där två bensindrivna kolvmotorer drev varsin generator som i sin tur drev två elmotorer kopplade till vardera band. VK 45.01 (P) var utrustad med två luftkylda V10 Porsche Typ 101 bensinmotorer men dessa byttes ut mot två vattenkylda Maybach HL 120TRM bensinmotorer för Ferdinandvagnarna. Den problematiska elektriska kraftöverföringen behölls dock i stort sett oförändrad från VK 45.01 (P). Då bensinmotorerna satt i mitten av skrovet var radiooperatören och föraren helt isolerad från resten av besättningen bak i kasematten.
För Ferdinandvagnarna ökades skrovets skydd från VK 45.01 (P). Frontpansarets tjocklek ökades från 100 mm till 200 mm genom att bulta på 100 mm tjocka pansarplåtar utanpå frontpansaret. Kasematten hade en 200 mm pansarplåt frontalt. Skrovets akter byggdes även ut för att bära upp kasematten, samt för att leda ut kylluften från den elektriska kraftöverföringen. I kasematten var en 8,8 cm PaK 43 L/71 pansarvärnskanon monterad, kapabel att slå igenom 200 mm pansar på en kilometers avstånd med pansargranat.

## Historia
Utvecklingen av vagnen kom från att Adolf Hitler under utvecklingen av stridsvagnen Tiger I hade argumenterat för att dess kanontorn skulle göras tillräckligt stort för att kunna montera den kraftiga kanonen 8,8 cm KwK 43 L/71 (stridsvagnkanon av pansarvärnskanonen 8,8 cm PaK 43 L/71). När detta inte visade sig möjligt beslöt man den 22 september 1942 att utveckla en stormartillerivagn med 200 mm frontpansar och kasematt för kanonen som skulle baseras på Porsches föreslagna chassi till Tiger I (Tiger (P)). Alkett skulle konstruera och montera Ferdinand-vagnarna och Nibelungenwerke skulle leverera skroven, men när Hitler den 6 februari 1943 beordrade att 90 vagnar skulle levereras snarast möjligt till frontförband, fick Nibelungenwerke klara av ordern på egen hand och i slutet av maj 1943 var alla vagnar levererade, i tid för sommaroffensiven vid Kursk. Vid denna tidpunkt hade Ferdinand blivit ombetecknad till Panzerjäger Tiger (P) och var därmed en pansarvärnskanonvagn istället för en stormartillerivagn.
Ferdinandvagnarna levererades till schwere Panzerjäger-Abteilung 653 och schwere Panzerjäger-Abteilung 654 som tillhörde XLI. Panzerkorps. Dessa skulle anfalla på den norra sidan av Kurskbågen. Förluster av Ferdinandvagnar i aktiv strid mot sovjetiska stridsvagnar och pansarvärn var liten, men landminor och tekniska haverier tog flera vagnar ur stridbart skick. I samband med reträtten undan den sovjetiska offensiven Operation Kutuzov förlorades många skadade vagnar som inte kunde bärgas.
Efter slaget vid Kursk skickades de överlevande vagnarna om 48 styck till Tyskland för renovering och modifiering. Ombyggnaden skedde utifrån de brister man hade upptäckt i samband med strid. För vagnchefen monterades en vagnchefskupol liknande den som var i produktion till StuG III Ausf. G med siktprismor så att denne kunde ha uppsikt över omgivningen utan att behöva exponera sig genom luckan. Radiooperatören fick också en MG34 kulspruta för att kunna bekämpa hotande infanteri. I samband med ombyggnaden blev vagnarnas benämning ändrad till Elefant i februari 1944. Hitler hade förslagit namnbytet av orelaterade anledningar 29 november 1943, varav order om namnbyte skickades ut mellan 1 och 27 februari 1944. De ombyggda vagnarna tilldelades schwere Panzerjäger-Abteilung 653 som sändes till Italien.

## Bevarade exemplar
Det finns bara två bevarade exemplar.
- Kubinka stridsvagnsmuseum (Ryssland)
- Aberdeen US Army Ordnance Museum, MD (USA)